# Chloe Kelly
 Chloe Maggie Kelly (sinh ngày 15 tháng 1 năm 1998) là một cầu thủ chuyên nghiệp người Anh ở vị trí tiền đạo cho Manchester City trong FA WSL và Đội tuyển quốc gia Anh. Trước đây cô đã chơi cho Arsenal và Everton và cho U17 Anh, U-19 và U-20.
Tại Giải vô địch bóng đá nữ châu Âu 2022 Kelly ra sân từ băng ghế dự bị và ghi bàn thắng quyết định trongTrận chung kết Euro 2022 nữ.

## Đầu đời
Sinh ngày 15 tháng 1 năm 1998 và lớn lên ở Tây London của Hanwell và là con út trong gia đình có bảy anh chị em,Kelly bắt đầu chơi bóng đá từ khi còn nhỏ với 5 anh trai của mình. Trước khi gia nhập Arsenal, cô đã chơi cho Queens Park Rangers. Cô đã đi hai giờ khứ hồi bằng tàu hỏa khi còn là một thiếu niên trẻ tuổi để tập luyện với Arsenal. Thần tượng bóng đá của cô khi cô lớn lên là Bobby Zamora, từng là cầu thủ của Queens Park Rangers.

## Sự nghiệp câu lạc bộ

### Arsenal, 2015–17
Vào ngày 23 tháng 7 năm 2015, ở tuổi 17, Kelly ra mắt cho Arsenal tại Cúp lục địa gặp Watford, ghi bàn thắng đầu tiên chỉ 22 phút sau trận đấu Cô xuất hiện lần thứ hai cho câu lạc bộ trong trận thắng 2-1 trước Notts County.

## Tham Khảo
1. 1 2  "List of Players" (PDF). FIFA. tr. 3. Bản gốc (PDF) lưu trữ ngày 26 tháng 7 năm 2018. Truy cập ngày 2 tháng 12 năm 2018.
2. ↑  {cite web|url=https://www.arsenal.com/match/report/1415/post/ladies/conti-cup-arsenal-3-0-watford-report%7Cpublisher=Arsenal.com%7Caccess-date=8 tháng 8 năm 2017|title=Conti Cup: Arsenal 3–0 Watford}}
3. ↑  "Chloe Kelly". SoccerWay. Truy cập ngày 14 tháng 10 năm 2020.